# Ďas americký
Ďas americký (Lophius americanus) je ďasovitá ryba, jež se vyskytuje ve vodách západního Atlantiku od Newfoundlandu a Labradoru po Floridu. Je rybou šelfových oblastí, v jižnějších oblastech žije hlouběji (a to až do hloubky 800 m).
Ďas americký je dlouhý až 1,2 metrů (běžně 90 cm), největší zaznamenaná hmotnost činila 22,6 kg. Dožívá se až 30 let.